# Baile na Sceilge
Baile na Sceilge ou Ballinskelligs est un village du Comté de Kerry situé sur la côte sud ouest de l'Irlande à la pointe de la péninsule d'Iveragh. En Irlandais son nom signifie la ville du rocher, ce qui fait référence aux îles Skellig, situées au large de la péninsule. Le village est un petit Gaeltacht (secteur gaélophone).
À proximité du village se trouvent les ruines d'un monastère et d'un château.